# Eleições estaduais em Mato Grosso em 1945
As eleições estaduais em Mato Grosso em 1945 ocorreram em 2 de dezembro sob as regras do Decreto-Lei nº. 7.586 e numa resolução do Tribunal Superior Eleitoral editada em 8 de setembro como parte das eleições no Distrito Federal, 20 estados e no território federal do Acre. Foram eleitos dois senadores e cinco deputados federais responsáveis por redigir a Constituição de 1946 e restaurar o regime democrático após o Estado Novo.
Nascido em Sidrolândia, o médico Vespasiano Martins formou-se em 1915 pela Universidade Federal do Rio de Janeiro. Especialista em Ginecologia, Nefrologia e Cirurgia Geral, esteve em Paris e Berlim antes de clinicar em São Paulo e lá chefiou o serviço cirúrgico do Hospital Oswaldo Cruz. Quatro vezes prefeito de Campo Grande, foi adepto da Revolução de 1930 e exilou-se no Paraguai após a Revolução Constitucionalista de 1932. De volta ao Brasil, foi eleito senador por Mato Grosso em 1935, mas seu mandato foi extinto pelo Estado Novo. Voltou à prefeitura de Campo Grande em 1941 embora, ao final da Era Vargas, tenha escolhido a UDN, pela qual elegeu-se senador em 1945.
Nascido em Cáceres, o jornalista João Vilas Boas graduou-se advogado pela Universidade Federal do Rio de Janeiro. Delegado de polícia em Cuiabá, assumiu a chefia de polícia de Mato Grosso em 1915. Eleito deputado estadual por Mato Grosso em 1918, deputado federal em 1924, 1930 e 1933 e senador em 1935, mandato extinto pelo Estado Novo e reconquistado pela UDN em 1945.

## Resultado da eleição para senador
Dados colhidos junto ao Tribunal Superior Eleitoral.
| Candidatos a senador da República | Candidatos a suplente de senador | Número | Coligação           | Votação | Percentual |
| --------------------------------- | -------------------------------- | ------ | ------------------- | ------- | ---------- |
| Vespasiano Martins UDN            | Nicolau Fragelli UDN             | -      | UDN (sem coligação) | 20.967  | 25,46%     |
| João Vilas Boas UDN               | Waldemar Dias UDN                | -      | UDN (sem coligação) | 20.531  | 24,93%     |
| Filinto Müller PSD                | Não havia -                      | -      | PSD (sem coligação) | 20.432  | 24,81%     |
| Arnaldo Figueiredo PSD            | Não havia -                      | -      | PSD (sem coligação) | 20.419  | 24,80%     |
| Fontes:                           |                                  |        |                     |         |            |

## Deputados federais eleitos
São relacionados os candidatos eleitos com informações complementares da Câmara dos Deputados.

Representação eleita
  PSD: 3
  UDN: 2

Fonteː
| Deputados federais eleitos | Partido | Votação | Percentual | Cidade onde nasceu       | Unidade federativa |
| Dolor de Andrade           | UDN     | 6.828   |            | Batatais                 | São Paulo          |
| João Ponce de Arruda       | PSD     | 5.046   |            | Cuiabá                   | Mato Grosso        |
| Argemiro Fialho            | PSD     | 4.938   |            | Campo Grande             | Mato Grosso do Sul |
| Martiniano de Araújo       | PSD     | 4.436   |            | Cuiabá                   | Mato Grosso        |
| Agrícola Paes de Barros    | UDN     | 4.173   |            | Conceição do Mato Dentro | Minas Gerais       |
| Fontes:                    |         |         |            |                          |                    |

## Resultado da eleição para suplente de senador
Realizada em 19 de janeiro de 1947, nela foram apurados 24.787 votos nominais.
| Candidatos a senador da República | Candidatos a suplente de senador   | Número | Coligação           | Votação | Percentual |
| --------------------------------- | ---------------------------------- | ------ | ------------------- | ------- | ---------- |
| Ver acima -                       | Waldemar Dias UDN                  | -      | UDN (sem coligação) | 7.741   | 31,23%     |
| Ver acima -                       | Nicolau Fragelli UDN               | -      | UDN (sem coligação) | 7.497   | 30,25%     |
| Ver acima -                       | Henrique José Vieira Neto UDN      | -      | UDN (sem coligação) | 5.319   | 21,46%     |
| Ver acima -                       | Mário Mota UDN                     | -      | UDN (sem coligação) | 4.115   | 16,60%     |
| Ver acima -                       | José Antônio Souza Albuquerque UDN | -      | UDN (sem coligação) | 115     | 0,46%      |
| Fontes:                           |                                    |        |                     |         |            |